# Onthophagus martinpierai
Onthophagus martinpierai é uma espécie de inseto do género Onthophagus da família Scarabaeidae da ordem Coleoptera. Foi descrita em 2016 por Moctezuma, Rossini & Zunino.